# اللجنة المشتركة للاستخبارات البريطانية
لجنة الاستخبارات المشتركة (الإنجليزية: Joint Intelligence Committee)( JIC ) هي هيئة مداولات بين الوكالات في المملكة المتحدة مسؤولة عن تقييم الاستخبارات وتنسيقها، والإشراف على جهاز الاستخبارات السرية وجهاز الأمن ومقر الاتصالات الحكومية واستخبارات الدفاع . يتم دعم مركز الاستخبارات المشترك من قبل منظمة الاستخبارات المشتركة التابعة لمكتب مجلس الوزراء.

## التاريخ
تأسست لجنة التخطيط الدفاعي المشتركة في 7 يوليو 1936  باعتبارها لجنة فرعية للجنة الدفاع الإمبراطوري، وهي وكالة التخطيط الدفاعي الاستشارية في زمن السلم. خلال الحرب العالمية الثانية، أصبحت الهيئة هي الهيئة العليا لتقييم الاستخبارات في المملكة المتحدة. عام 1957 انتقلت لجنة الاستخبارات المشتركة إلى مكتب مجلس الوزراء، حيث يقوم موظفو التقييم بإعداد مسودات تقييمات الاستخبارات لكي تنظر فيها اللجنة.

### الدور في ملف العراق
لعبت لجنة الاستخبارات المشتركة دوراً مثيراً للجدل في تجميع ملف سلطت فيه الحكومة البريطانية الضوء على التهديد الذي تشكله أسلحة الدمار الشامل العراقية في الفترة التي سبقت حرب العراق. كانت هناك مزاعم بأن الملف "تم تزييفه" قبل نشره من أجل تعزيز قضية العمل العسكري. وقد تم تقديم أدلة على أن صياغة الملف قد تم "تعزيزها" إلى لجنة تحقيق هوتون، وهي لجنة مراجعة قضائية أنشئت للتحقيق في الظروف التي أدت إلى وفاة خبير الأسلحة الحكومي البارز ديفيد كيلي، الذي انتقد صياغة الملف في إحاطات غير رسمية للصحفيين. انتحر الدكتور كيلي بعد وقت قصير من تأكيد هويته لوسائل الإعلام من قبل الحكومة. وقد قدم عضوا لجنة الاستخبارات المشتركة السير جون سكارليت والسير ريتشارد ديرلوف (وكلاهما كانا آنذاك يشغلان منصب رئيس جهاز الاستخبارات السرية MI6) أدلة إلى لجنة التحقيق زعما فيها أن الكلمات المستخدمة في الملف كانت متسقة مع تقييمهما للمعلومات الاستخباراتية المتاحة في ذلك الوقت.
وعلى الرغم من العمل الذي قامت به مجموعة مسح العراق التي يبلغ قوامها 1400 فرد في العراق ما بعد الحرب، فإنه لم يتم الكشف حتى الآن عن أي دليل على وجود قدرات حقيقية لأسلحة الدمار الشامل؛ وذلك وفقاً لتقريرها النهائي الصادر في سبتمبر/أيلول 2004. وأعلنت حكومتا الولايات المتحدة والمملكة المتحدة عن إجراء تحقيقات في تقييم المعلومات الاستخباراتية المتعلقة بأسلحة الدمار الشامل في الفترة التي سبقت الحرب. إن لجنة التحقيق البريطانية، التي ترأسها اللورد باتلر من بروكويل ، في تقريرها الصادر في يوليو/تموز 2004، ورغم انتقادها للمجتمع الاستخباراتي البريطاني، فإنها لم توصِ أحداً بالاستقالة. وعلى نحو مماثل، فإن لجنة الاستخبارات في مجلس الشيوخ الأميركي، على الرغم من انتقادها لمسؤولي الاستخبارات الأميركية، لم توص بأي استقالات في تقريرها، الذي أصدرته أيضاً في يوليو/تموز 2004.

## الهيكلية الإدارية
تتكون العضوية من كبار المسؤولين في وزارة الخارجية وشؤون الكومنولث، ووزارة الدفاع والقوات المسلحة للمملكة المتحدة، ووزارة الداخلية، ووزارة التنمية الدولية، ووزارة الخزانة ومكتب مجلس الوزراء. 
ويرأس اللجنة رئيس دائم، وهو عضو في هيئة الخدمة المدنية العليا، وتدعمها منظمة الاستخبارات المشتركة التي تضم طاقم التقييم.
يتألف فريق التقييم من محللين كبار ذوي خبرة من مختلف أنحاء الحكومة والجيش ويقوم بإجراء تحليل شامل للمصادر حول المواضيع التي تهم اللجنة. تستمد أوراق اللجنة المشتركة مدخلاتها من مختلف وكالات الاستخبارات والأمن وغيرها من الهيئات ذات الصلة.
تخضع لجنة الاستخبارات المشتركة لإشراف لجنة الاستخبارات والأمن. ويتم دعمه من قبل منظمة الاستخبارات المشتركة.

## الدور والوظائف
تتحمل اللجنة المشتركة المسؤولية عن:
- تقييم الأحداث والمواقف المتعلقة بالشؤون الخارجية والدفاع والإرهاب والأنشطة الإجرامية الدولية الكبرى والمسائل العلمية والتقنية والاقتصادية الدولية وغيرها من القضايا العابرة للحدود الوطنية، بالاعتماد على المعلومات الاستخباراتية السرية والتقارير الدبلوماسية والمواد المفتوحة المصدر.
- مراقبة وإصدار تحذير مبكر بشأن تطور التهديدات والفرص المباشرة وغير المباشرة في تلك المجالات للمصالح أو السياسات البريطانية والمجتمع الدولي ككل
- مراقبة التهديدات الأمنية في الداخل والخارج والتعامل مع المشاكل الأمنية التي قد يتم إحالتها إليها.
- المساهمة في صياغة بيانات المتطلبات والأولويات لجمع المعلومات الاستخبارية والمهام الأخرى التي يتعين على وكالات الاستخبارات القيام بها.
- الحفاظ على الإشراف على القدرة التحليلية لمجتمع الاستخبارات من خلال رئيس التحليل الاستخباراتي المحترف.
- الحفاظ على الاتصال مع منظمات الاستخبارات في دول الكومنولث والدول الأجنبية حسب ماتقتضي الحاجة، والنظر في مدى إمكانية توفير خدماتها لهم.

لدى اللجنة المشتركة للاستخبارات البريطانية ثلاثة وظائف:
- تقديم المشورة لرئيس الوزراء والوزراء بشأن أولويات جمع المعلومات الاستخباراتية وتحليلها دعماً للأهداف الوطنية.
- القيام بشكل دوري بفحص أداء الوكالات في تلبية متطلبات التحصيل المفروضة عليها.[5]
- ضمان المعايير المهنية لموظفي تحليل الاستخبارات المدنية عبر مجموعة من الأنشطة المتعلقة بالاستخبارات في حكومة جلالة الملك.

### متطلبات الاستخبارات
تقوم اللجنة المشتركة بإعداد المتطلبات والأولويات السنوية لجمع البيانات وتحليلها، للحصول على موافقة الوزراء. وهذه تدعم الأهداف الاستراتيجية للأمن القومي للمملكة المتحدة:
- حماية المملكة المتحدة والأراضي البريطانية، والمواطنين البريطانيين وممتلكاتهم، من مجموعة من التهديدات، بما في ذلك الإرهاب والتجسس.
- حماية وتعزيز مصالح بريطانيا الدفاعية والخارجية.
- حماية وتعزيز الرفاهة الاقتصادية للمملكة المتحدة.
- دعم الوقاية من الجرائم الخطيرة والكشف عنها.

### الاتصال الخارجي
منذ الحرب العالمية الثانية، كان رئيس محطة لندن لوكالة الاستخبارات المركزية الأميركية يحضر الاجتماعات الأسبوعية للجنة الاستخبارات المشتركة. وقد وصف أحد ضباط الاستخبارات الأمريكية السابقين هذه المهمة بأنها "أبرز ما في الوظيفة" بالنسبة لرئيس وكالة الاستخبارات المركزية في لندن.

## رؤساء لجنة الاستخبارات المشتركة
منذ تأسيس اللجنة كان الترتيب الزمني لرؤسائها على النحو التالي:
- السير رالف ستيفنسون، 1936-1939
- فيكتور كافنديش بينتينك، 1939-1945 (لاحقًا دوق بورتلاند التاسع)
- السير هارولد كاتشيا، 1945–48 (لاحقًا اللورد كاتشيا)
- السير ويليام هايتر، 1948-1949
- السير باتريك رايلي، 1950-1953
- السير باتريك دين، 1953-1960
- السير هيو ستيفنسون، 1960-1963
- السير برنارد بوروز، 1963-1966
- السير دينيس جرينهيل، 1966-1968 (لاحقًا اللورد جرينهيل)
- السير إدوارد بيك، 1968-1970
- السير ستيوارت كروفورد، 1970-1973
- السير جيفري آرثر، 1973-1975
- السير أنتوني داف، 1975-1979
- السير أنتوني أكلاند، 1979-1982
- السير باتريك رايت، 1982-1984 (لاحقًا اللورد رايت)
- السير بيرسي كرادوك، 1985-1992
- السير رودريك برايثوايت، 1992-1993
- السيدة بولين نيفيل جونز، 1993-1994 (أصبحت فيما بعد البارونة نيفيل جونز)
- السير بول ليفر، 1994-1996
- السير كولن بود، 1996-1997
- السير مايكل باكينهام، 1997-2000
- السير بيتر ريكيتس، 2000 – سبتمبر 2001
- السير جون سكارليت، 2001-2004
- السير ويليام إيرمان، 2004-2005
- السير ريتشارد موترام، 2005-2007 ( كأمين دائم للاستخبارات والأمن والمرونة )
- السير أليكس ألان، 2007–2011
- السير جون داي، 2012–2015
- السير تشارلز فار، 2015–2019
- السير سيمون جاس، 2019–2023
- مادلين أليساندري، 2023 إلى الوقت الحاضر

## قراءة إضافية
- Cradock, Percy (2002). Know Your Enemy: How the Joint Intelligence Committee Saw the World (بالإنجليزية). John Murray. ISBN:9780719560484. Archived from the original on 2023-05-12.
- Goodman، Michael S. (2 يناير 2008). "Learning to Walk: The Origins of the UK's Joint Intelligence Committee". International Journal of Intelligence and CounterIntelligence. ج. 21 ع. 1: 40–56. DOI:10.1080/08850600701649163. ISSN:0885-0607. S2CID:154703818.

## روابط خارجية
- لجنة الاستخبارات المشتركة